# Crossostomus fasciatus
Crossostomus fasciatus es una especie de pez de la familia de los Zoarcidae en el orden de los perciformes.

## Morfología
- Los machos pueden llegar a alcanzar los 33,5 cm de longitud total.
- Número de vèrtebras: 102.[1][2]

## Alimentación
Come poliquetos.

## Hábitat
Es un pez de mar y de aguas profundas.

## Distribución geográfica
Se encuentra en el Atlántico sur-occidental: desde Puerto Deseado en Argentina hasta la Tierra del Fuego y las Islas Malvinas.

## Observaciones
Es inofensivo para los humanos. 